# Чичабург
Чичабу́рг (Чича-1, нем. Tschitscha  или научно Čiča) — археологический памятник позднеирменской культуры в Здвинском районе Новосибирской области.
Находится на берегу озера Малая Чича. Представляет собой остатки городища (укреплённого поселения) площадью более 240 тыс. м² ориентировочно IX—VII века до нашей эры, переходный период от бронзы к железу. Памятник был открыт в 1979 году В. И. Молодиным, тогда же были проведены первые небольшие раскопки. С 1999 года памятник вновь привлек внимание исследователей. Большой вклад в изучение Чичабурга внесли немецкие геофизики и археологи, сотрудники Германского археологического института, особенно Г. Парцингер.
Археологическим раскопкам предшествовало геофизическое исследование местности. Геофизические съёмки выявили, что территория поселения окружена мощными оборонительными укреплениями — валами и рвами. Поселение было разделено на отдельные сектора, внутри которых находятся разнообразные дома и постройки, при этом каждый сектор, как и весь город, имел чёткую плановую застройку. Судя по проведённым раскопкам и найденным фрагментам домашней утвари, в каждом секторе жили люди почти европейской внешности, но различных культур. Это даёт основания предполагать, что в Чичабурге пересекались пути различных народов.
Анализ мтДНК небольшой выборки населения городища Чича-1 показал, что обитатели Чича-1 генетически очень сильно отличалось от предшествующего местного населения и были близки к населению Средней и Передней Азии.